# Krita
Krita е професионален софтуер за рисуване. Работи с растерна графика, напълно безплатен е и е наличен за операционните системи Windows, macOS, Android и различните дистрибуции на GNU/Linux.
Проектът се поддържа от доброволци. Разполага с разширени функции и достойно се нарежда сред платените си конкуренти.

## Характеристики
В програмата има инструменти за рисуване, анимиране, работа със слоеве и филтри. Макар да е предназначена предимно за растерна графика, Krita разполага и с инструменти за векторна графика.
Редакторът поддържа много файлови формати, включително, но не само: BMP, CSV, EXR, GIF, ICO, JPEG, JPEG 2000, PBM, PDF, PGM, PNG, PPM, QML, SCML, TGA, TIFF, WebP, XBM, XPM.
Потребителят има пълен контрол над средата за рисуване. Може да показва или скрива прозорците и да ги позиционира както му е удобно.